# Mythimna hirayamae
Mythimna hirayamae är en fjärilsart som beskrevs av Matsumura 1926. Mythimna hirayamae ingår i släktet Mythimna och familjen nattflyn. Inga underarter finns listade i Catalogue of Life.